# مجموعه کی

مجموعه K یک شکل موج است که ممکن است در دامنه الکتروانسفالوگرام (EEG) دیده شود. ودر مرحله ۲ خواب NREM رخ می‌دهد. این «بزرگترین رویداد در EEG انسانی سالم» است. آنها در اولین دوره‌های خواب بیشتر شایع هستند.
مجموعه‌های K دارای دو عملکرد پیشنهادی هستند: اول، سرکوب برانگیختگی قشر مغز در پاسخ به محرک‌هایی که مغز در حالت خواب ارزیابی می‌کند که نشانه خطر نیست، و دوم، کمک به تقویت حافظه مبتنی بر خواب.
مجموعه K در سال ۱۹۳۷ در آزمایشگاه‌های خصوصی آلفرد لی لوومیس کشف شد.
ویژگی مرحلهٔ دوم خواب نمایان شدن دوکها همراه با افت و خیز تند و گهگاهی در سراسر دامنه ی(EEG)است.